# Боровское сельское поселение (Орловская область)
Боровское сельское поселение  — муниципальное образование в Болховском районе Орловской области России.
Создано в 2004 году в границах одноимённого сельсовета.
Административный центр — деревня Козюлькина.

## География
Площадь сельского поселения составляет 58,41 км².
Из 4790 га территории, земли сельскохозяйственного назначения составляют 4270 га (в том числе пашни 1687 га) и лесной фонд 237 га.

## Население
| 2010 | 2012 | 2013 | 2014 | 2015 | 2016 | 2017 |
| ---- | ---- | ---- | ---- | ---- | ---- | ---- |
| 221  | ↘189 | ↘177 | ↘156 | ↘139 | ↘126 | →126 |
| 2018 | 2019 | 2020 | 2021 | 2023 |      |      |
| ↘119 | ↘114 | ↘102 | ↗144 | ↘143 |      |      |

## Населённые пункты
В сельское поселение входят 17 населённых пунктов:
| №  | Населённый пункт | Тип     | Население (чел.) |
| -- | ---------------- | ------- | ---------------- |
| 1  | Асеева           | деревня | 24               |
| 2  | Боровое          | село    | 9                |
| 3  | Булгакова        | деревня | 1                |
| 4  | Войново          | село    | 0                |
| 5  | Воскресенский    | посёлок | 1                |
| 6  | Ивановский       | посёлок | 0                |
| 7  | Казанский        | посёлок | 1                |
| 8  | Козюлькина       | деревня | ↘126             |
| 9  | Кудинова         | деревня | 0                |
| 10 | Лунёво           | село    | 1                |
| 11 | Лучки            | деревня | 6                |
| 12 | Новоникольский   | посёлок | 0                |
| 13 | Новый Свет       | посёлок | 1                |
| 14 | Плоская          | деревня | 19               |
| 15 | Светлая Заря     | посёлок | 9                |
| 16 | Чернь-Пальчиково | село    | 4                |
| 17 | Шарихина         | деревня | 15               |

## Инфраструктура
Основными сельхозтоваропроизводителями в поселении являются : КХ «Евсеев С. С.», КХ «Соловьев Н. Н.»
На территории поселения расположены объекты социальной инфраструктуры, в том числе: Магазин — 1 штука, Библиотека — 1, СДК — 1, Почта — 1.